# Conrad Carlsrud
Conrad Carlsrud (Conrad Maurentius Carlsrud; * 9. Februar 1884 in Kjose, Larvik; † 21. Oktober 1973 in Waterbury, Connecticut, Vereinigte Staaten) war ein norwegischer Turner und Speerwerfer.
Mit der norwegischen Riege gewann er im Mannschaftswettbewerb bei den Olympischen Zwischenspielen 1906 in Athen Gold und bei den Olympischen Spielen 1908 in London Silber. In London nahm er auch am Einzelmehrkampf teil, jedoch ist seine Platzierung nicht überliefert.
1906 in Athen wurde er Achter im Speerwurf, 1908 in London kam er in derselben Disziplin nicht unter die besten neun.